# Blue Ridge (Wirginia)
Blue Ridge – jednostka osadnicza w Stanach Zjednoczonych, w stanie Wirginia, w hrabstwie Botetourt.